# Winmostar
Winmostar（ウインモスター）は、量子化学、分子動力学、第一原理計算に対応した原子・分子スケール構造モデリング・可視化ソフトウェアである。

## 概要
2001年に千田範夫により開発が開始された。現在は、株式会社クロスアビリティによって開発、販売、サポートされている。
WinmostarはGAMESS、Gaussian、LAMMPS、Quantum ESPRESSOなどの本来CUIで動作する原子・分子スケールのシミュレーションソフトウェアをGUI上から操作するためのソフトウェアである。Winmostarはそれらのシミュレーションソフトウェアの入力ファイルの作成・編集、計算の管理、出力ファイルの可視化・解析を行う。
2001年の公開開始以来20年以上の歴史を持つ。100社以上の民間企業で導入され、原子・分子レベルの解析を基にした研究開発・特許において使用されている。また、学生は機能が限定された学生版を無料で入手することが可能で、30以上の教育機関で授業に使用されている。研究機関・教育機関での研究活動においても使用されている。 大学、公的機関主催の講習会においても使用されている。
Winmostar（ウインモスター）の名称は、千田氏が1980年代より開発していた分子モデリングソフトウェアである「MODSTAR」と「Windows」に由来している。なお、MODSTARの名称は、日本化学プログラム交換機構（のちに日本コンピュータ化学会へ統合）に登録されていた描画ブログラムである「NAMOD」と出光社内スパコンの名称「STAR」に由来している。

## 特徴
- 主要な原子・分子スケールのシミュレーション手法である量子化学計算、分子動力学計算、第一原理計算に対応している。
- 内部で使用されているアルゴリズムには、学術論文として出版されある程度第三者による検証が進んでいるものが採用されているため、ユーザによるソフトウェア自身の検証作業が極力少なくなるように設計されている[20]。
- モデリング機能は、分子系（含 高分子）、バルク系（結晶、アモルファス、溶液）から界面系（気液、液液、固気、固液、固固）まで対応している[20]。
- 基礎から応用まで50以上の学習素材が無料で公開されている[21]。
- ユーザレベルに応じた操作方法がそれぞれ提供されている[22]。実験研究者など極力ブラックボックス化して使いたいユーザ向けのモードと、個々のシミュレーションソフトの詳細部分まで確認・編集できるモードが用意されている。
- 自動的なネットワーク接続が行われないため、セキュアな環境を構築することができる[23]。
- 機能が限定されたバージョンはユーザ登録すれば誰でも無料で利用することができる。

## 歴史
- 2001 千田が半経験的量子化学計算コードMOPACのインターフェースを備えるフリーソフトとして公開開始[5]
- 2004 千田が独立行政法人情報処理推進機構2004年度第２回未踏ソフトウェア創造事業天才プログラマー／スーパークリエータに採択・認定[24]
- 2008 千田が設立した株式会社テンキューブ研究所にてWinmostarの商用版であるTencube/WMを販売開始[25]
- 2011 Tencube/WMの販売を終了し、千田と株式会社クロスアビリティによるWinmostarの販売・開発を開始[26][27]
- 2011.10 科学技術振興機構の研究成果最適展開支援プログラムA-STEPシーズ顕在化情報通信部門「フラグメント分子軌道法を中核とした量子計算創薬システムの開発」に採択[28]
- 2012.10 株式会社テンキューブ研究所より株式会社クロスアビリティに販売・開発を移管
- 2013.4 定期的な講習会の開催を開始[29]
- 2020.4 導入講習会の動画をYouTubeで公開[30]

## バージョン履歴
- 2001.9 Winmostar Version 0.40リリース
  - テスト版として公開された。
- 2002 Winmostar Version 1.0リリース[9]
  - GAMESS、Gaussianインターフェースを追加した。
- 2003 Winmostar Version 2.0リリース[9]
- 2004 Winmostar Version 3.00リリース[9]
- 2012.9 Winmostar V4.000リリース[9]
  - NWChem、Gromacs、Amberインターフェースを追加した。acpypeを用いたGAFF力場の自動アサインに対応した。
- 2014.10 Winmostar V5.000リリース[9]
  - LAMMPSインターフェースを追加した。Dreiding力場の自動アサインに対応した。配座探索、点群解析、SMILESによる分子構造の入力、ポリマー系、界面系作成機能を追加した。
- 2015.10 Winmostar V6.000リリース[9]
  - Quantum ESPRESSO、FDMNESインターフェースを追加した。Gaussian、GAMESS、NWChemの簡易設定、3Dプリンタ用データ出力、エネルギー表示法[31]およびBennett acceptance ratio法による自由エネルギー計算、無機結晶作成、RESP電荷算出、Effective Screening Medium法による外部電場下での第一原理計算、XAFSスペクトル計算機能を追加した。
- 2016.10 Winmostar V7.000リリース[9]
  - OpenMX、MODYLAS、NAMD、DC-DFTBインターフェースを追加した。Gromacsの簡易設定、アモルファス構造の簡易構築、分子動力学計算による応答特性・非平衡物性計算、部分構造の拘束、フォノン計算、各種クラウドへのジョブ投入機能を追加した。
- 2017.10 Winmostar V8.000リリース[9]
  - 64bitに対応した。また、メインウインドウのOpenGLによる描画に対応した。その他、メインウインドウから直接ソルバのキーワード設定と実行を行えるUIを追加、NWChemおよびQuantum ESPRESSOを用いたNEB法に対応、GromacsおよびQuantum ESPRESSOの連続ジョブ実行に対応、LAMMPSの熱伝導率計算機能を追加、結晶ビルダのナノクラスタ作成機能を追加、BoltzTraPによるゼーベック係数の計算に対応した。
- 2019.1 Winmostar V9.0.0リリース[9]
  - 本バージョンより安定版、開発版の2つが明示的にリリースされることになった。全体的なUIが改良された。TeeChartを用いてグラフ描画機能が高速化、改良された。また、分子・原子の可視化、選択機能が強化された。マニュアルがSphinxにより一新された。ESM-RISM関連機能、LAMMPS関連機能、リモートジョブ投入機能が強化された。
- 2020.1 Winmostar V10.0.0リリース[9]
  - 本バージョンより、民間企業・官公庁ユーザ向けには有償サポートがソフトウェア本体に付属するようになった。メインウィンドウの奥行き・光沢表現に対応した。量子化学計算の簡易設定機能では、入力できる汎関数の種類を拡充した。Gaussianを用いたRESP電荷の算出に対応した。結晶・スラブ作成機能において、pymatgenとspglibに対応した。SDFファイルの自動編集とGaussianなどの入力ファイルの連続生成に対応した。
- 2021.4 Winmostar V11.1.0リリース[9]
  - ジョブ・ファイルの自動管理に対応した。複数ジョブの連続実行に対応した。ローカルジョブとリモートジョブの操作手順の統一が行われた。計算エラーの自動検出に対応した。メインウィンドウでの右クリックによる分子構造の迅速な編集操作が可能になった。量子化学計算のキーワード追加が行われた。Quantum ESPRESSOの設定補助機能が追加された。KKR法を用いるAkaiKKRの操作に対応し、コヒーレントポテンシャル近似による固溶体の計算に対応した。VASPインターフェースを追加した。Towheeインターフェースの追加によりグランドカノニカルモンテカルロ法、ギブスアンサンブルモンテカルロ法に対応した。パラメータまたは構造を変えた計算の自動実行に対応した。力場の補完、量子化学計算による平衡長・平衡角パラメータの調整に対応した。LAMMPS、Quantum ESPRESSO、NWChemのインストール方法が簡略化された。各種処理の高速化が行われた。非平衡分子動力学法による粘度の算出に対応した。Windows 11に正式対応した。